# Nicolas Terry

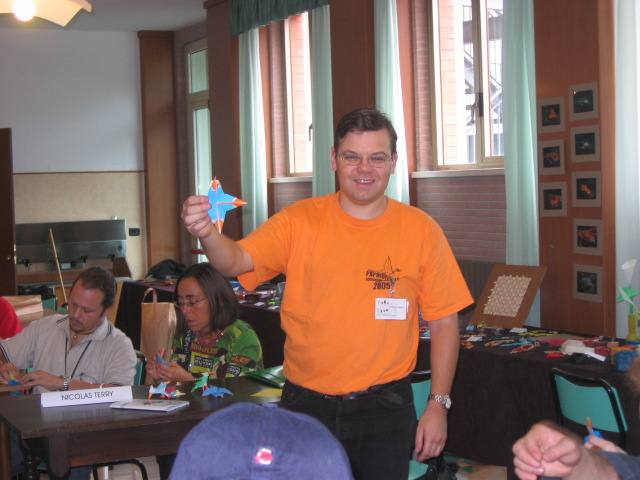
Nicolas Terry en una convención en Barcelona.

Nicolas Terry es un papiroflecta nacido en Francia en el año 1974 y actualmente vive en Grenoble. Entre sus estudios cabe destacar ingeniero diplomado, Dr. en química y psicoterapeuta.
Actualmente forma parte de la asociación MFPP, Mouvement Français des Plieurs de Papier.
Tiene una infinidad de figuras de papel de gran complexión.

## Estilo
El estilo de Terry es muy particular y característico. Es un estilo caricaturesco y semirealista.
"Jamás intento lograr el realismo.Del mismo modo que soy un admirador de los insectos de Manuel Sirgo y del superrealismo de R. J. Lang y consigo sus diagramas en cuanto puedo, el realismo no me interesa en mis propias creaciones"
Este desinterés por el realismo se debe a que esto le permite crear figuras sin pautas, sin preocuparse por las proporciones de los miembros de una figura y darle un estilo más cómico.

## Sus trabajos
Actualmente, Terry sólo ha publicado un libro "Passion Origami; Tomo 1",en inglés y francés. En él, se explica cómo plegar una serie de 24 modelos desde animales (rinocerontes, leones, mariposas, ranas) hasta diversos personajes, y también contiene cuatro CP's de seres ficticios, algunos de ellos además, con una breve explicación de cómo crear figuras variantes a partir del modelo original.

## Su página web
Nicolas Terry tiene una página web propia http://www.passion-origami.com/ donde publica fotografías de sus trabajos o de otros creadores. También publica algunos diagramas y CP'S. También posee un sitio web de venta de papeles, libros y otros artículos relacionados con el origami. Al comprar en dicho sitio http://www.origami-shop.com las transferencias de pago de paypal son de hecho a su nombre. El sitio comercial es un excelente lugar en donde encontrar papeles de dimensiones grandes y libros muy difíciles de encontrar.